# 4918 Rostropovich
A 4918 Rostropovich (ideiglenes jelöléssel 1974 QU1) a Naprendszer kisbolygóövében található aszteroida. Ljudmila Ivanovna Csernih fedezte fel 1974. augusztus 24-én.